# Mepiramina
La  mepiramina  è un principio attivo, un antistaminico. Fa parte del gruppo degli antagonisti dei recettori H di prima generazione insieme alla clorciclizina, pirilamina, difenidramina, prometazina, tripelennamina e altri.

## Effetti indesiderati
Fra gli effetti indesiderati si riscontra insonnia e debolezza muscolare.